# René Ligonnet
René Ligonnet (ur. 16 grudnia 1936 roku) – francuski kierowca wyścigowy.

## Kariera
Ligonnet rozpoczął karierę w międzynarodowych wyścigach samochodowych w 1968 roku od startów w wyścigach Coupe du Salon, Solituderennen oraz Grand Prix Monako Formuły 3. W Solituderennen był szesnasty, a w Monako - piętnasty. W późniejszych latach Francuz pojawiał się także w stawce Francuskiej Formuły 3, 24-godzinnego wyścigu Le Mans oraz French GT Championship.